# Ludíkov
Ludíkov (en allemand : Ludikau) est une commune du district de Blansko, dans la région de Moravie-du-Sud, en République tchèque. Sa population s'élevait à 337 habitants en 2020.

## Géographie
Ludíkov se trouve à 9 km au nord-est de Rájec-Jestřebí, à 12 km au nord-est de Blansko, à 31 km au nord-nord-est de Brno et à 179 km à l'est-sud-est de Prague.
La commune est limitée par Valchov au nord, par Žďárná à l'est, par Vysočany et Sloup au sud, et par Němčice et Újezd u Boskovic à l'ouest.

## Histoire
La première mention écrite de la localité date de 1505.